# Melolontha frater
Melolontha frater är en skalbaggsart som beskrevs av Gilbert John Arrow 1913. Melolontha frater ingår i släktet Melolontha och familjen Melolonthidae. Utöver nominatformen finns också underarten M. f. gobiensis.